# 拉謝亞

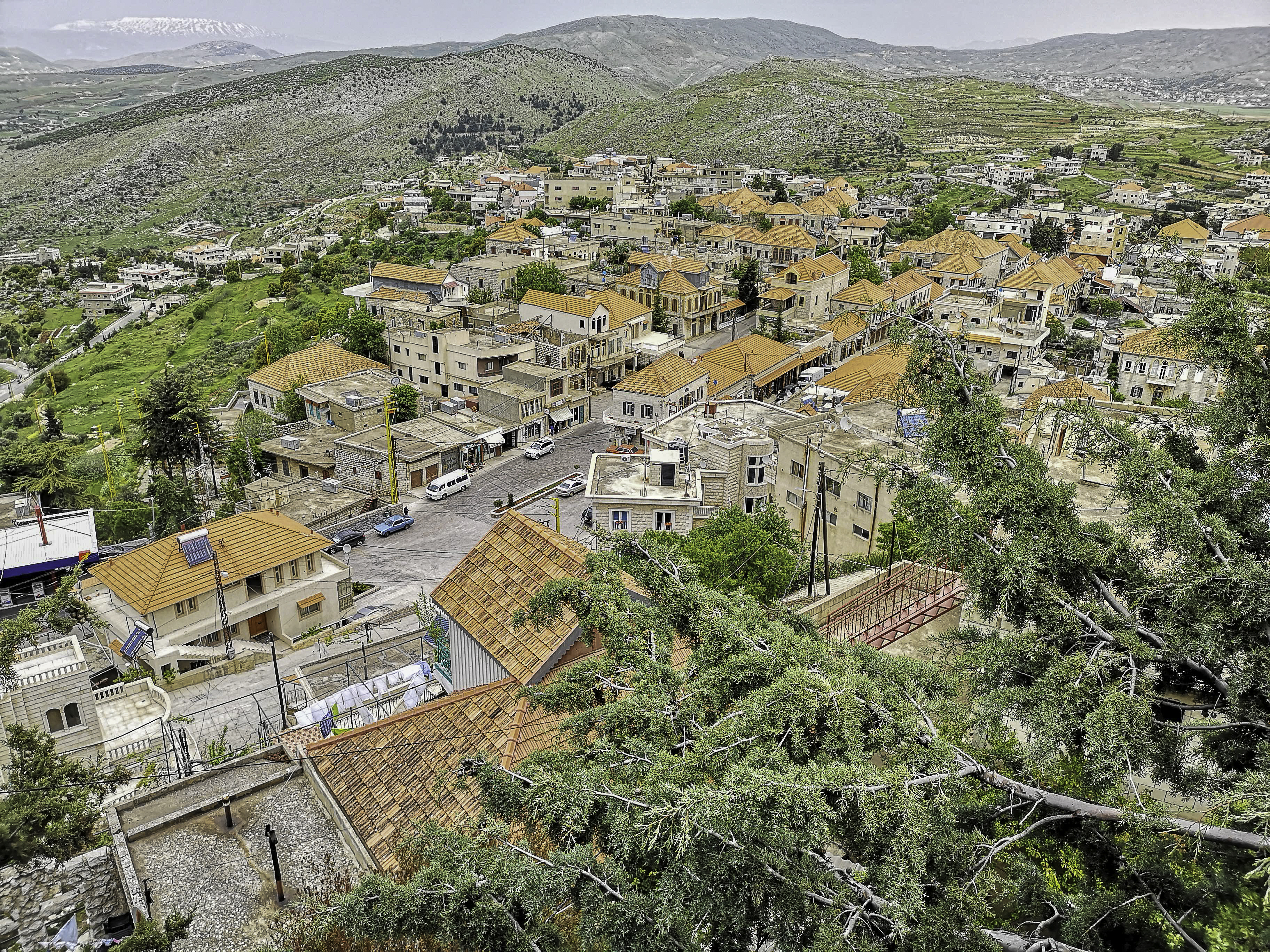
拉謝亞

拉恰亞是黎巴嫩的城鎮，由貝卡省負責管轄，位於該國東南部黑門山腳，距離首都貝魯特84公里，毗鄰與敘利亞接壤的邊境，2008人口4,500。

## 外部連結
- Lebanon Atlas